# Ciborinia ciborium
Ciborinia ciborium är en svampart som först beskrevs av Martin Vahl, och fick sitt nu gällande namn av T. Schumach. & L.M. Kohn 1985. Ciborinia ciborium ingår i släktet Ciborinia och familjen Sclerotiniaceae.   Inga underarter finns listade i Catalogue of Life.
I den svenska databasen Dyntaxa används istället namnet Myriosclerotinia ciborium för samma taxon.  Arten är reproducerande i Sverige.